# 绳纹蛹笔螺
绳纹蛹笔螺（学名：Vexillum plicarium）是新腹足目蛹笔螺科蛹笔螺属的一种。主要分布于印度尼西亚、台湾，常栖息在浅海。